# Alcalá del Río
Alcalá del Río er en by og kommune i det sydlige Spanien i provinsen Sevilla. Den har et indbyggertal på 12.250 (2024) indbyggere.